# ملیحه میری
ملیحه میری عضو تیم ملی کبدی بانوان ایران است. 
وی در دو مسابقه قهرمانی آسیا که در ایران و مادورای هندوستان بوده شرکت داشته و توانسته به همراه تیم ملی مقام دوم آسیا را کسب نماید همچنین دارنده مدال برنز مسابقات المپیک آسیایی گوانگژوی چین در سال ۲۰۱۰ می‌باشد. در سال ۲۰۱۷ آنالیزور تیم ملی کبدی ایران در مسابقات قهرمانی آسیا در گرگان بوده و توانست نکات فابل ملاحظه ای را به تیم تزریق کند تا ایران از سکو بازنماند.

## افتخارهای ورزشی

### بازی‌های آسیایی
او به همراه تیم ملی کبدی زنان ایران، در بازی‌های آسیایی ۲۰۱۴ در اینچئون، کره جنوبی شرکت نمودند و پس از پیروزی در مسابقات مرحله مقدماتی، در مرحله نیم نهایی تیم ملی کبدی بانوان بنگلادش را شکست دادند و به رقابت پایانی راه یافتند. اما در دیدار نهایی با شکست برابر هند، در جایگاه دوم بازی‌ها ایستادند و نشان نقره به گردن آویختند.
در یازدهمین دوره مسابقات کبدی قهرمانی دختران جوان کشور که در مردادماه سال ۱۳۹۸ در شیراز برگزار شد تیم کبدی دختران جوان استان گلستان به سرمربی گری ملیحه میری توانست به عنوان قهرمانی این دوره از مسابقات دست یابد.